# سیارک ۲۲۱۲۳۰
سیارک ۲۲۱۲۳۰ (به انگلیسی: 221230 Sanaloria، نامگذاری:2005US158)۲۲۱۲۳۰مین سیارک کشف شده‌است که در ۳۰ اکتبر ۲۰۰۵ کشف شد.